# Пек, Сесилия
Сесилия Пек (англ. Cecilia Peck, род. 1 мая 1958) — американская актриса, продюсер и режиссёр-документалист, дочь актёра Грегори Пека. Она была номинирована на премию «Золотой глобус» за лучшую женскую роль второго плана — мини-сериал, телесериал или телефильм за роль в телефильме 1993 года «Портрет». На большом экране у Пек были роли второго плана в нескольких кинофильмах, в том числе «Уолл-стрит», «Мой лучший друг — вампир», «Убить Зои» и «Крэйзи». Начиная с конца девяностых она в основном работала в качестве продюсера и режиссёра документальных фильмов, самый значимый из которых «Свадебный уик-энд» (2006), отмеченный несколькими наградами.

## Личная жизнь
Сесилия Пек замужем за писателем Дэниэлем Воллом. У них два ребёнка: сын Харпер (р. 1999 год), которого назвали в честь писательницы Харпер Ли, и дочь Ундина (р. 2002 год).